# Rudin (powieść)
Rudin – pierwsza powieść Iwana Turgieniewa wydana po raz pierwszy w czasopiśmie Sowriemiennik w 1856. W utworze tym po raz pierwszy pojawia się motyw inteligenta-rewolucjonisty - typ postaci, który był przedmiotem literackiej analizy również w kolejnych utworach pisarza. 

## Okoliczności powstania
Rudin powstawał bezpośrednio po wojnie krymskiej, kiedy coraz szersze kręgi społeczne w Rosji zaczęły domagać się reform w państwie. Turgieniew, reprezentujący poglądy liberalne, znał wielu młodych ludzi pochodzenia szlacheckiego i mieszczańskiego, którzy zainteresowali się radykalnymi ideami demokratycznymi i deklarowało się jako ich sympatycy. Pisarz był jednak bardzo krytyczny wobec tego środowiska, twierdząc, że demokraci nie są w stanie przejść od słów do czynów, a zatem ich postawa nie może przełożyć się na niezbędne zmiany w kraju. 

## Treść
Do domu Darii Michajłowny Łasuńskiej nieoczekiwanie przybywa znajomy jej znajomego, właściciela ziemskiego Leżniewa, Dymitr Rudin, który od pierwszego dnia zaskakuje panią domu, jej gości i siedemnastoletnią córkę Natalię elokwencją, inteligencją i radykalnymi poglądami - głosi konieczność ciągłego działania na rzecz ulepszania rzeczywistości, nietracenia czasu na puste zapowiedzi przyszłych czynów. 
Przez następne dwa miesiące Rudin cały czas pozostaje w domu Darii Michajłowny, żyjąc z pożyczonych pieniędzy. Jego zachowanie nie zmienia się; Leżniew opowiada domownikom o swojej starej przyjaźni z Rudinem - był on zawsze pełen efektownych pomysłów i planów, jednak żadne z nich nie były realizowane. Tymczasem Natalia, spędzająca z Rudinem wiele czasu, zakochuje się w nim z wzajemnością. Dowiedziawszy się, że jej matka nigdy nie zgodzi się na ten związek, oczekuje, że Rudin zrobi coś, by mogli być razem; jest gotowa porzucić dotychczasowe życie. Ku swojemu rozczarowaniu słyszy jednak od niego, że powinni zaakceptować swój los. Przed opuszczeniem domu Darii Michajłowny Rudin pisze list do Nataszy, w którym przyznaje się do swojej niezdolności do czynu. 
W dwa lata później Leżniew jest szczęśliwie żonaty z arystokratką Aleksandrą Lipiną, Natasza zostaje narzeczoną jej brata Siergieja, co przyjmuje z zadowoleniem. Kiedy w rozmowie powraca wspomnienie Rudina, Leżniew broni go przed docinkami: twierdzi, że był on człowiekiem genialnym i gdyby zdobył się na aktywne działanie, o którym tyle mówił, mógłby dokonać rzeczy wielkich. W epilogu Leżniew przypadkowo spotyka Rudina w wiejskim hoteliku: jego położenie nic się nie zmieniło, mimo ogromnych ambicji i wielkich planów żaden z jego projektów nie zakończył się powodzeniem. W finale utworu Rudin ginie na barykadzie w czasie paryskich dni czerwcowych, nawet wtedy będąc niezauważonym i uznanym za "Polaka".  

Powieść kończy się słowami: 
Wysoki człowiek wypuścił sztandar i – jak worek zwalił się twarzą w dół  jakby kłaniając się nisko komuś... Kula przeszyła jego serce.  
–   Tiens! – powiedział ktoś z uciekających rewolucjonistów do swego towarzysza: on vient de tuer de Polonais. 
–   Bigre! – odpowiedział tamten i obaj uciekli do piwnicy domu, w którym wszystkie okiennice były zamknięte i ściany pstrzyły się śladami kul i śrutu. 

Tym „Polonais” był Dymitr Rudin. 

## Wymowa utworu
Chociaż Rudin jest bohaterem wyraźnie zainspirowanym przez istniejący w Rosji ruch demokratyczny, nie posiada jednego pierwowzoru. Wśród autentycznych postaci, których wybrane cechy współtworzyły ostateczny kształt tego bohatera wymienia się Michaiła Bakunina, a także samego autora. Wskazywany jest jednak również wpływ wcześniejszej tradycji literatury rosyjskiej, pokrewieństwo Rudina – myśliciela niezdolnego do czynu - z Eugeniuszem Onieginem, bohaterem utworu Puszkina pod tym samym tytułem i Peczorinem z dzieła Lermontowa. 
Turgieniew jest wyraźnie krytyczny wobec postawy Rudina - celowo kontrastuje jego wypowiedzi i jego zachowanie po to, by wykazać przepaść między słowami i czynami szlacheckiego rewolucjonisty, niezdolność do realizacji wyznawanych w teorii idei. Podkreśla, że niewątpliwe zalety bohatera - inteligencja, elokwencja, empatia – są niewiele warte w zestawieniu z jego apatycznym nastawieniem do życia, fatalizmem, który uniemożliwia mu podjęcie skutecznych działań. Z Rudinem wyraźnie skontrastowana zostaje Natalia – skromna, skrywająca swoje uczucia, ale gotowa do działania, gdy jest to konieczne, oraz Leżniew – człowiek praktyczny, trzeźwo oceniający każdą sytuację. 

## Adaptacje
W 1976 na podstawie powieści został nakręcony film Rudin z Olegiem Jefremowem w roli głównej. 